# Adar
Adar (אֲדָר; del acadio adaru "granero", o bien "trilla"; y quizás también "nublado", en relación con las labores y al clima imperantes durante el mes) es el sexto mes del calendario hebreo moderno, que comienza con la Creación del mundo, y el duodécimo y último mes según el ordenamiento de los meses en la Biblia, que comienza por Nisán, en conmemoración de la salida de los hebreos de la esclavitud en Egipto, y culmina precisamente el mes de Adar.
El nombre otorgado a Adar en la Biblia es simplemente "el duodécimo mes", siguiendo la numeración ordinal, al igual que el resto de los meses del año hebreo en la Torá; en tanto que su nombre actual, Adar, proviene de los nombres de los meses de la antigua Babilonia, provenientes del idioma acadio, de donde fueron adoptados por los judíos allí desterrados entre 586 a. C. y 536 a. C., luego de haber sido llevados al exilio por el rey Nabucodonosor II. Adar figura ya con su nuevo nombre babilónico, repetidas veces en el Libro de Ester: "Las órdenes del rey fueron ejecutadas en el mes doce, que es el mes de Adar" (Ester 9:1), así como en el libro de Esdras (Esdras 6:15).
Adar cuenta siempre con 29 días, y es el último mes del invierno (boreal), paralelo a los meses gregorianos de febrero y marzo, según el año. 
En años bisiestos, cambia su nombre de Adar a Adar II (en hebreo: אדר ב, Adar Bet o Adar Sheni), pasando de duodécimo mes a decimotercero y un nuevo mes de 30 días ocurre entre Shevat y Adar II: Adar I (en hebreo: אדר א, Adar Álef o Adar Rishón).
- Adar (אדר): 29 días (años comunes)
- Adar I (אדר א): 30 días (años bisiestos)
- Adar II (אדר ב): 29 días (años bisiestos)

## Período
Durante los años 5761–5860 del calendario hebreo, Adar ocurre entre los siguientes períodos del calendario gregoriano:
| Duración de los años | Comienzo de Adar                                                       | Fin de Adar                                                         |
| -------------------- | ---------------------------------------------------------------------- | ------------------------------------------------------------------- |
| 353 días             | 10 de febrero–28 de febrero (Adar)                                     | 11 de marzo–28 de marzo (Adar)                                      |
| 354 días             | 10 de febrero–1º de marzo (Adar)                                       | 11 de marzo–30 de marzo (Adar)                                      |
| 355 días             | 11 de febrero–1º de marzo (Adar)                                       | 12 de marzo–30 marzo (Adar)                                         |
| 383 días             | 30 de enero–9 de febrero (Adar I) y 1º de marzo–11 de marzo (Adar II)  | 1º de marzo–11 de marzo (Adar I) y 30 de marzo–9 de abril (Adar II) |
| 384 días             | 1º de febrero–9 de febrero (Adar I) y 3 de marzo–11 de marzo (Adar II) | 3 de marzo–11 de marzo (Adar I) y 1º de abril–9 de abril (Adar II)  |
| 385 días             | 31 de enero–10 de febrero (Adar I) y 2 de marzo–12 de marzo (Adar II)  | 2 de marzo–12 de marzo (Adar I) y 31 de marzo–10 de abril (Adar II) |

## Cumpleaños

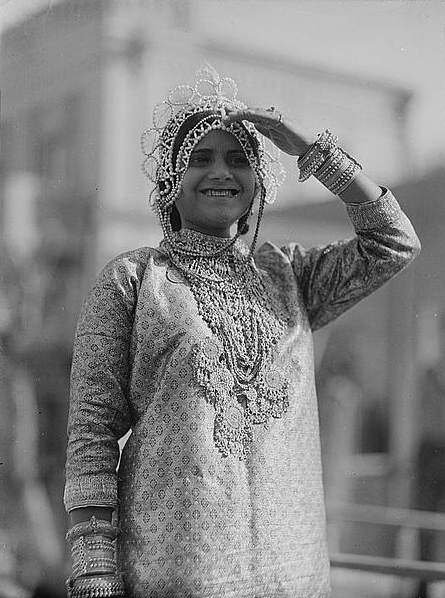
Purim, la fiesta de la liberación del Pueblo judío en el antiguo Imperio persa, siendo celebrada en Tel Aviv en 1934 por una judía yemenita, vestida como la Reina Ester.

- Purim, la fiesta de la liberación del Pueblo judío en el antiguo Imperio persa, siendo celebrada en Tel Aviv en 1934 por una judía yemenita, vestida como la Reina Ester.Los nacidos en Adar (años comunes) celebran sus cumpleaños en Adar II (años bisiestos).
- Los nacidos en Adar I y Adar II (años bisiestos) celebran sus cumpleaños, respectivamente, en Adar I y Adar II (años bisiestos).
- Los nacidos el 30 de Adar I (años bisiestos) celebran sus cumpleaños el 1 de Nisán (años comunes) y el 30 de Adar I (años bisiestos).

## Festividades judías en Adar
- El 7 de Adar, día del nacimiento y fallecimiento de Moisés, de quien se dijo que "Le enterró en el valle, en el país de Moab, frente a Bet Peor. Nadie hasta hoy ha conocido su tumba" (Deuteronomio 34:6). Es por esa misma razón, que el Ejército israelí instituyó al 7 de Adar como día de duelo y recordación a aquellos soldados caídos, cuyo lugar de sepultura se desconoce.
- Ta'anit Ester, "El ayuno de Ester" - El día 13 de Adar es día de ayuno menor (observado desde la salida del sol al crepúsculo), basado en el ayuno ordenado por Ester, para revertir la orden del rey Asuero de Persia, de aniquilar a todos los judíos del reino: "Vete a reunir a todos los judíos que hay en Susa y ayunad por mí" Ester 4:16). Este ayuno no es recogido por la Biblia, y sus orígenes no son del todo claros, aunque los judíos lo practican desde hace unos mil años. Cuando el 13 de Adar cae en un Shabbat (sábado), este ayuno es desplazado al 11 de Adar (jueves).
- Purim, celebrado el 14 de Adar como día de regocijo, al haberse salvado los judíos de la orden de exterminio del rey Asuero. En ciudades de Israel rodeadas por murallas en la época de la conquista de Josué, principalmente Jerusalén y también Jericó, se pospone la celebración por un día, al 15 de Adar. La importancia de la celebración es tal, que la Mishná estipula que "desde el mismo comienzo del mes de Adar, hay que alegrarse y regocijarse" (Mishná, Tratado de Ta'anit ("Ayunos"), 29:1).